# Con đường hữu nghị Ba Lan - Séc

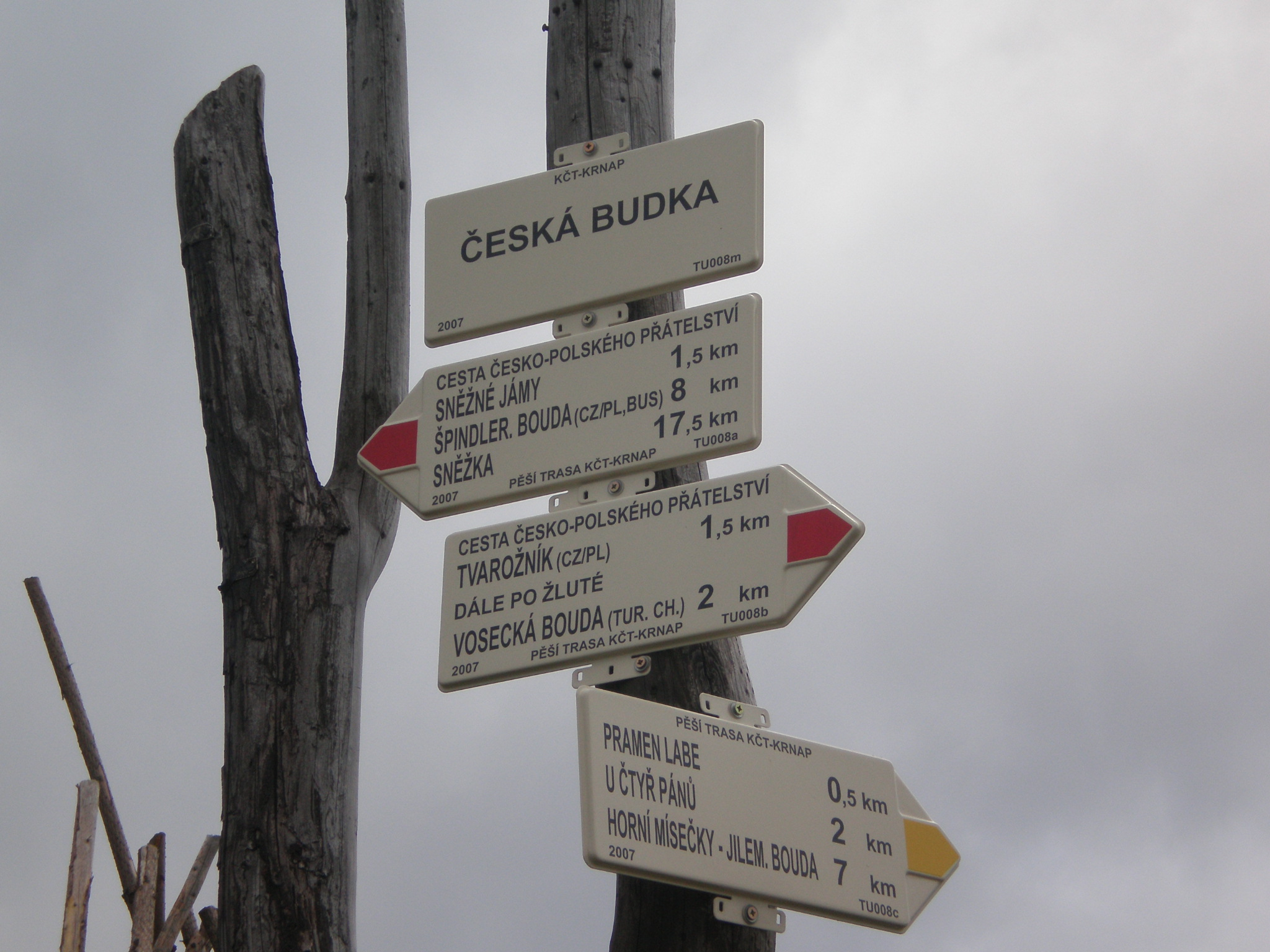
Biển chỉ dẫn

Con đường hữu nghị Séc - Ba Lan (tiếng Séc: Cesta česko-polského přátelství, tiếng Ba Lan: Droga Przyjaźni Polsko-Czeskiej) là một con đường mòn trong dãy núi Karkonosze (Giant Mountains). Con đường chạy ở cả hai bên biên giới Séc- Ba Lan, dọc theo sườn núi chính, đi qua tất cả các đỉnh của rặng núi này. Việc bảo trì đường mòn này được thực hiện bởi các nhân viên của cả hai công viên quốc gia liền kề: Vườn quốc gia Karkonosze của Ba Lan và Vườn quốc gia Krkonoše của Séc. Con đường được đánh dấu màu đỏ và các biển hiệu chủ yếu là song ngữ. Điểm bắt đầu nằm ở Szrenica và điểm cuối là đèo Okraj / Pomezní boudy. Chiều dài của đường mòn là khoảng 30 km; mức độ khó là vừa phải. Con đường mòn đan chéo một phần với những con đường trượt tuyết.

## Lịch sử

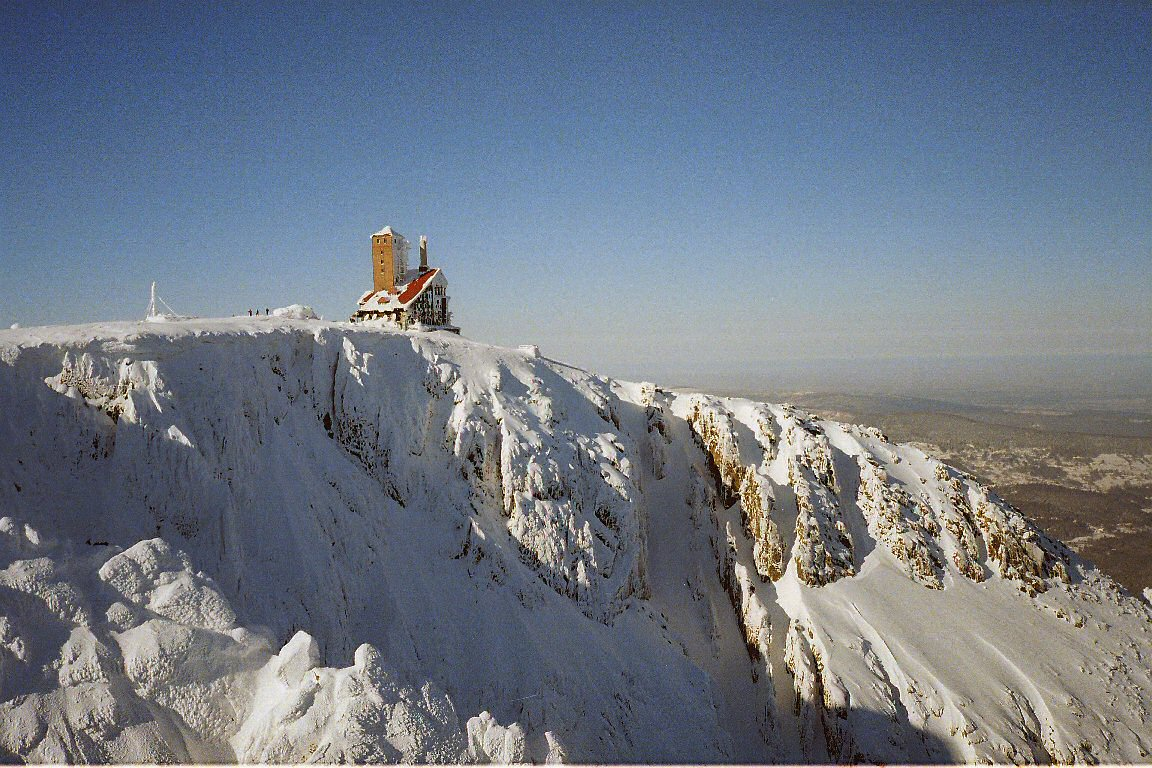
Cột phát sóng trên đỉnh của Śnieżne Kotły

### Lý lịch
Cho đến thời Trung cổ, khu vực đỉnh cao của Karkonosze vẫn còn chưa được khai phá. Những người đầu tiên khám phá nó là những thợ săn kho báu đang tìm vàng và những người chăn cừu. Vào thế kỷ 18, việc trèo lên Sněžka / Śnieżka khá phổ biến, mặc dù các hình thức du lịch có tổ chức đã xuất hiện vào nửa sau của thế kỷ 19, cùng với đường sắt đến Jelenia Góra, Szklarska Poręba và Karpacz. Trước thời điểm đó, Karkonosze, Śnieżka / Schneekoppe đã được Johann Wolfgang von Goethe chinh phục. Trong thời kỳ đó, nhiều túp lều của người chăn cừu đã được xây dựng, được gọi bằng tiếng Đức là Baude và bouda bằng tiếng Séc. Một số chúng đã được phát triển sau đó thành các túp lều trên núi, tồn tại đến bây giờ, ví dụ Lucni Bouda. Do cuộc cách mạng công nghiệp và thời kỳ du lịch thịnh vượng, đi bộ đường dài trở nên phổ biến. Đây là khoảng thời gian, khi toàn bộ mạng lưới đường và đường mòn khoảng 300 km, được xây dựng ở cả hai vùng Silesian và Bohemian trên núi. Toàn bộ ý tưởng được hình thành, thực hiện và quản lý bởi hai câu lạc bộ leo núi, Riesengebirgenverein của Áo và Riesengebirgenverein của Đức. Tất cả các lối đi chính và đường mòn, bao gồm cả những con đường trong khu vực núi cao, đã được xây dựng trước Thế chiến thứ nhất. Con đường mòn, sau này được gọi là Đường mòn hữu nghị Ba Lan-Séc, được hoàn thành trước cuối thế kỷ 19.

### Lịch sử của đường mòn
Con đường được mở vào ngày 16 tháng 6 năm 1961, là kết quả của hiệp ước Tiệp Khắc - Ba Lan liên quan đến du lịch và quan hệ song phương. Người ta có thể đi bộ dọc theo biên giới bằng con đường này, nhưng vẫn cần một số thủ tục giấy tờ (ví dụ như chứng minh thư và giấy tờ chứng minh nơi lưu trú). Khách du lịch chỉ có thể vào được con đường mòn này từ Séc hoặc Ba Lan. Trong những năm 1970 và 1980, những người bất đồng chính kiến Ba Lan và Séc đã gặp nhau trên con đường này, bao gồm Jacek Kuroń và Václav Havel. Với việc thi hành luật quân sự ở Ba Lan vào ngày 13 tháng 12 năm 1981, con đường này đã bị đóng cửa, sau đó được mở lại vào năm 1984. Nghịch lý thay, mặc dù tình hữu nghị giữa hai quốc gia được tuyên bố, tuyến đường mòn lại là chủ đề của một số vấn đề chính thức: chính quyền Séc tuyên bố rằng tuyến đường xâm phạm lãnh thổ Séc 2 mét. Các chuyến đi đến đỉnh Sněžka chỉ có thể được thực hiện nếu du khách đi cùng hướng dẫn viên được chính quyền địa phương phê duyệt (bao gồm cả quân đội và dân quân). Sau Chia cắt Tiệp Khắc năm 1993, tên đường được đổi thành Đường mòn hữu nghị Ba Lan-Séc và các quy định đã giảm đáng kể: các điểm kiểm tra thường không hoạt động nghiêm ngặt như trước, chỉ thi thoảngcó các cuộc kiểm tra ngẫu nhiên trên biên giới. Khi Hiệp ước Schengen được ký kết vào năm 2007, tất cả các trạm kiểm soát biên giới đã bị bãi bỏ. Tuy nhiên, bất kỳ người nào qua biên giới phải mang theo giấy tờ tùy thân hợp lệ (chứng minh thư, hộ chiếu).

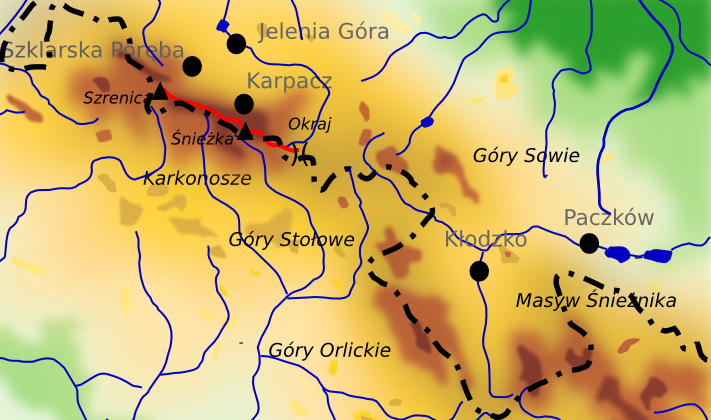
Con đường trên bản đồ biên giới Séc-Ba Lan

## Mô tả tuyến đường

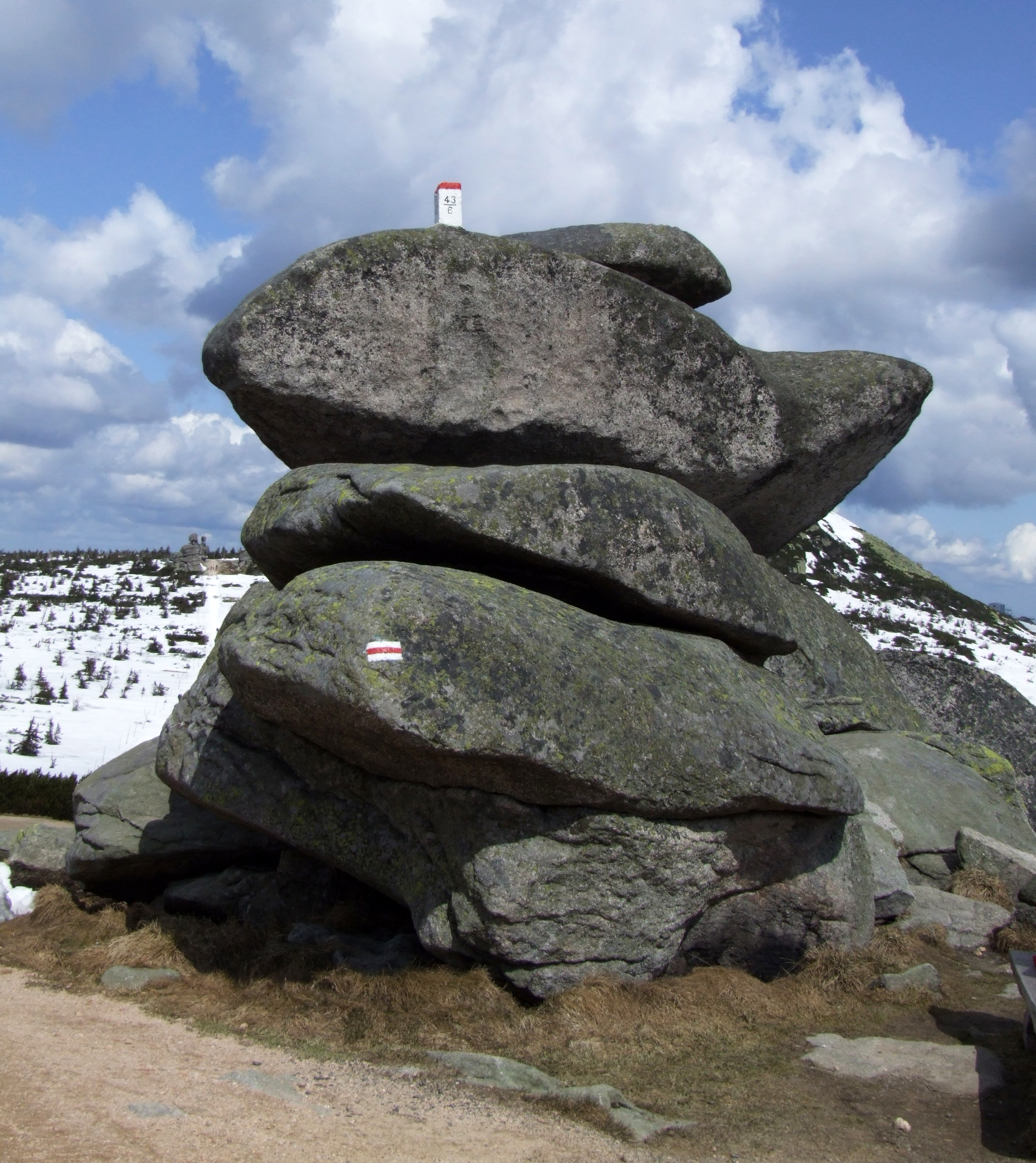
Chồng đá Twarożnik. Cột mốc biên giới trên đỉnh của chồng đá

### Từ Szrenica đến Przełęcz Karkonoska
Con đường mòn bắt đầu từ Szrenica, giao với Đường mòn Sudeten, con đường bắt đầu từ Świeradów-Zdrój trong Dãy núi Jizera, dãy núi tiếp theo và chạy về phía đông dọc theo sườn núi chính đến Śnieżka, đỉnh cao nhất của dãy.
Nó đi qua đỉnh cao thứ hai của dãy là Wielki Szyszak - đỉnh núi có hình dạng na ná chiếc mũ bảo hiểm. Được bao phủ bằng mặt đá granit, đoạn đường được nâng cao rõ rệt so với các đỉnh khác của dãy núi, là dốc cao nhất và mang đặc điểm địa hình núi đặc trưng nhất. Sau đó, đường mòn chạm biên giới phía trên của Śnieżne Kotły, hai thung lũng hậu băng hà. Tháp radio ở nơi này là cột mốc đặc biệt kể từ thời điểm nó được xây dựng. Sniezne Kotly có cảnh quan thiên nhiên đẹp nhất trên toàn bộ khu vực Lower Silesia. Con đường mòn đi qua Łabski szczyt - nơi bắt nguồn của sông Labe ở phía Séc, sau đó chạy dọc theo đỉnh của một thung lũng hậu băng hà khác, Wielki Kocioł Jagniątkowski. Những cái tên này hoàn toàn là tiếng Ba Lan. Cuối cùng, con đường mòn dẫn đến Przełęcz Karkonoska, chia Karkonosze thành phần phía tây và phía đông.

### Từ Przełęcz Karkonoska đến đèo Okraj

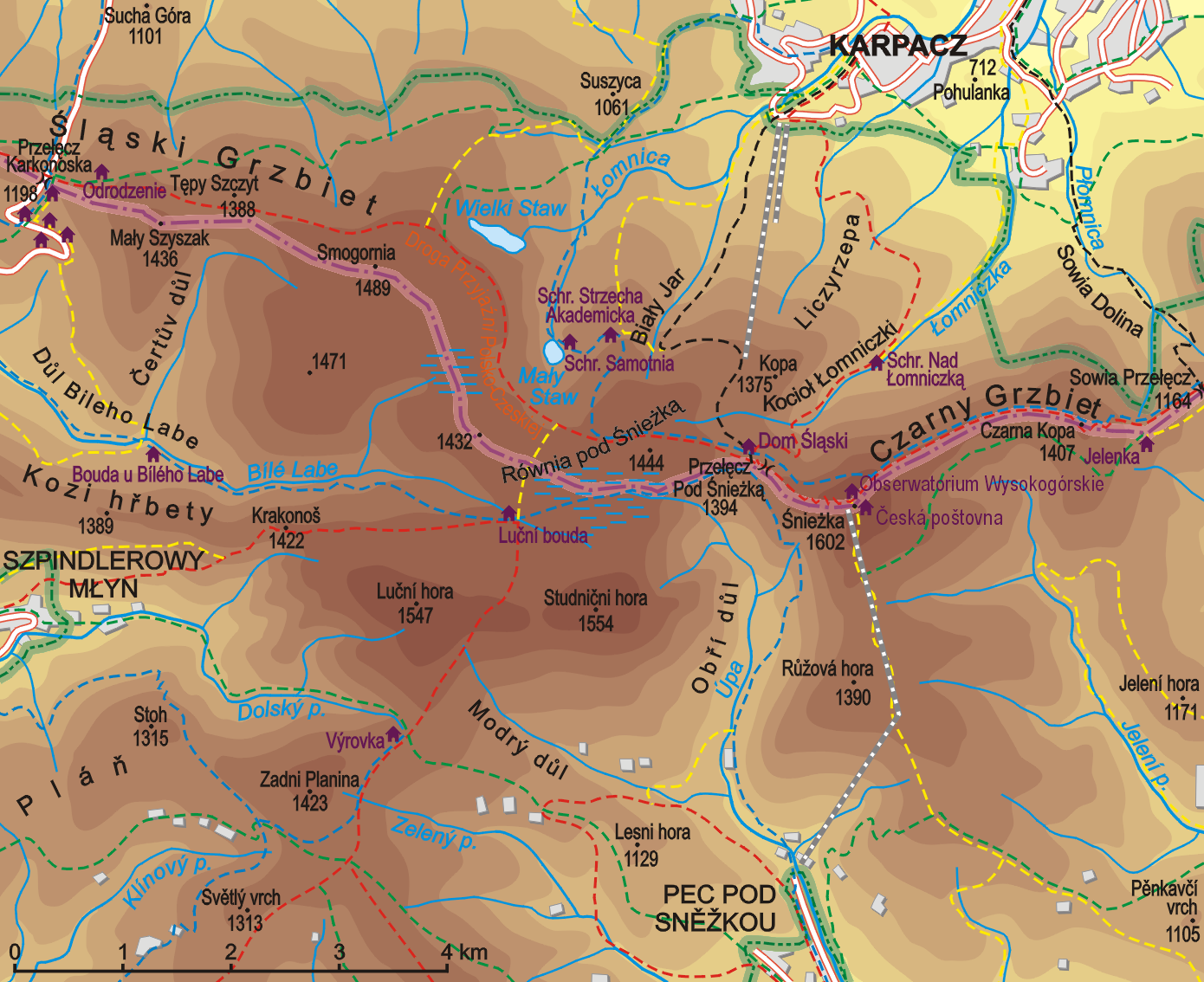
Phần phía đông của đường mòn

Đường đèo là một ngã ba của những con đường mòn ngắn cũng như những con đường trượt tuyết. Con đường trải nhựa, băng qua đèo là một trong những con đường dốc nhất ở Ba Lan. Mặc dù chất lượng đường băng bên phía Ba Lan tương đối kém, nó lại là mục tiêu của những người đi xe đạp leo núi. Có hai túp lều trên núi: Séc - Spindlerova Bouda và Ba Lan - Odrodzenie. Năm 1936, sau này, Odrodzenie trở thành tài sản của người Do Thái, đã bị Đức quốc xã tịch thu và chuyển thành nhà trọ cho các thành viên của Đoàn thanh niên Hitlerjugend, sau đó đổi thành khách sạn cho các sĩ quan Đức quốc xã. Có thể đi tới đường đèo này bằng xe hơi và xe buýt từ phía Séc.
Từ đó, trên đường đến Śnieżka, con đường mòn xuyên qua đỉnh Smogornia và dẫn qua con dốc cỏ với những bụi thông trên núi từ từ rủ xuống tảng đá Słonecznik. Ở bên trái là một thung lũng hậu băng hà sâu, với hồ Wielki Staw và Maly Staw ở phía dưới, có thể đi vào bằng một con đường xuống dốc, được đánh dấu màu xanh. Gần các hồ, có hai túp lều trên núi: Samotnia và Strzecha Akademicka. Sau đó, con đường mòn băng qua cao nguyên Równia pod Śnieżkąd với các thung lũng ở cả hai bên. Tại đoạn này, Con đường Hữu nghị giao nhau với một số đường quan trọng đến các thị trấn chính như: Spindlerův Mlýn và Karpacz. Tại túp lều trên núi Śląski Dom, nơi trước đây từng là trạm kiểm soát biên giới, con đường mòn dẫn lên đến đỉnh Snieżka; đây là đoạn đường duy nhất liên quan đến việc leo lên dốc cao. Khách du hành có thể tránh đoạn đường khó đi này bằng cách chọn Droga Jubileuszowa, (Đường Jubilee), con đường đá cuội có thể đi bằng xe hơi và xe tải nhỏ. Mặc dù các lối tắt bị cấm dọc theo toàn bộ đường mòn, nơi này vẫn cực kỳ nguy hiểm do mặt đất đầm lầy. Sau khi vượt qua đỉnh, đường đèo chạy song song với biên giới phía Séc, đó là nơi đường mòn không chạy trực tiếp vào đường biên giới.
Con đường mòn kết thúc ở đèo Okraj.
Bản đồ đường mòn trực tuyến: liên kết

## Địa danh

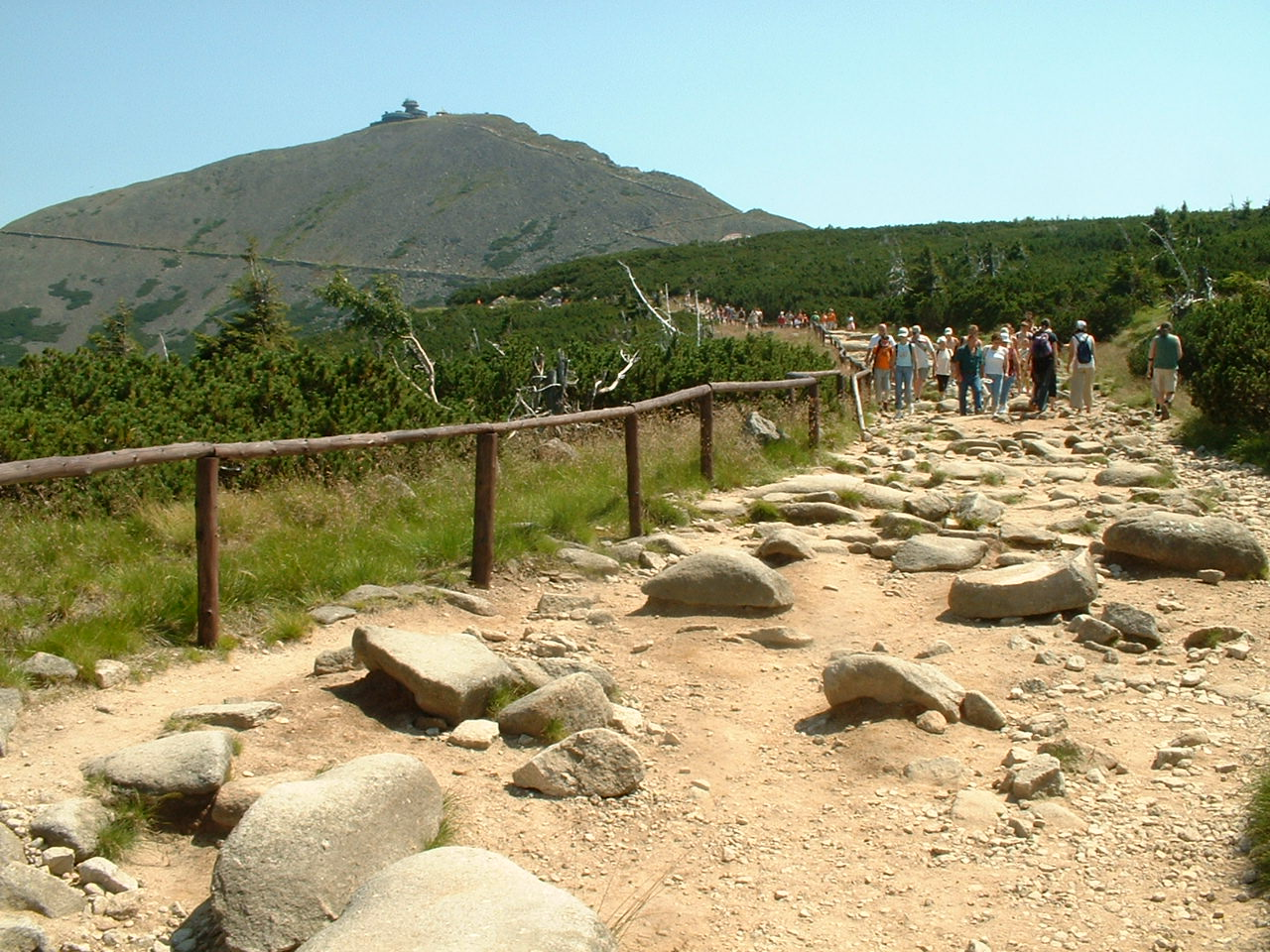
Cao nguyên Równia pod Snieżką

Con đường mòn chạy qua các đỉnh sau:
- Szrenica (tiếng Đức: Reifträger ), 1.362 mét (4.469 ft), trạm cáp treo ở đỉnh từ Szklarska Poręba
- Łabski Szczyt (tiếng Đức: Veilcheinstein ) 1.476 mét (4.843 ft)
- Wielki Szyszak (tiếng Séc: Vysoké Kolo, tiếng Đức: Hohes Rad ),
- Śmielec (tiếng Séc: Velký Šišák, tiếng Đức: Große Sturmhaube ), 1.424 mét (4.672 ft)
- Czeskie Kamienie (tiếng Séc: Mužské kameny, tiếng Đức: Mannsteine ), 1.416 mét (4.646 ft)
- Śląskie Kamienie (tiếng Séc: Dívčí kameny, tiếng Đức: Mädelsteine ), 1.414 mét (4.639 ft)
- Przełęcz Karkonoska, 1.198 mét (3.930 ft) tách hai phần của dãy núi
- Mały Szyszak (tiếng Séc: Malý Šišák, tiếng Đức: Kleine Sturmhaube ),
- Smogornia (tiếng Đức: Mittagsberg ), 1.489 mét (4.885 ft)
- Sněžka (nieżka, Schneekoppe), 1.602 mét (5.256 ft), đỉnh cao nhất, trạm đỉnh của cáp treo từ Pec pod Sněžkou
- Czarna Kopa (tiếng Séc: Svorová hora, tiếng Đức: Schwarze Koppe )
- Okraj 1.046 mét (3.432 ft) - hoàn thành

## Đường vào

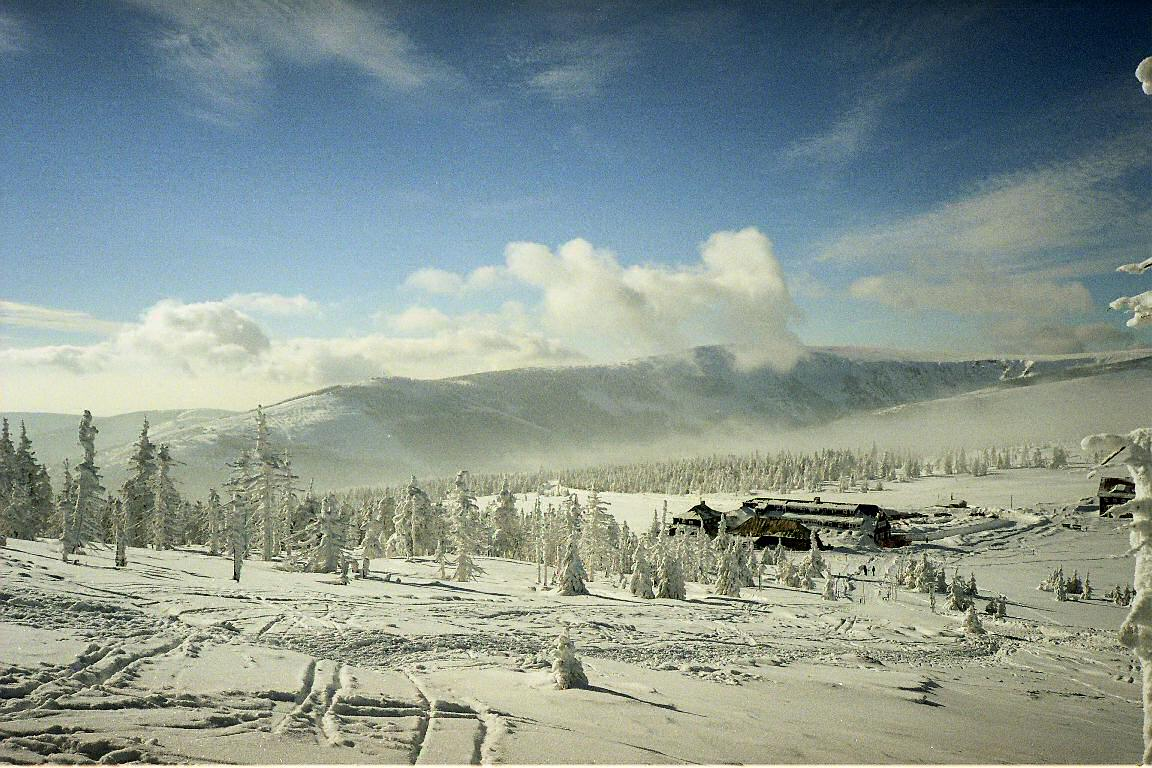
The Špindler's Hut vào mùa đông

Con đường có thể ra vào bằng cáp trep từ Szklarska Poręba, Karpacz và Spindlerův Mlýn. Nó được mở cả năm, mặc dù một số phần cũng như các tuyến liên kết có thể bị đóng cửa vào mùa đông do tuyết lở. Dọc theo đường mòn có hơn 10 nút giao với các đường mòn khác, dẫn đến các thị trấn, trạm xe buýt và đường sắt ở cả hai quốc gia Séc và Ba Lan. Những túp lều trên núi mở cửa trên đường mòn hoặc trong vùng lân cận, chủ yếu là cung cấp dịch vụ giải khát và một số phục vụ phục vụ cho các nhóm có tổ chức. Tuyến đường được bảo đảm với hàng rào dọc theo vực thẳm (Śnieżne Kotły, Mały Staw và Wielki Staw), các thiết bị hỗ trợ leo núi khác, chủ yếu là dây xích, có sẵn ở những phần khó đi nhất. Tuyến đường nằm dưới sắc lệnh của Công viên Quốc gia Karkonosze, theo đó, việc đi bộ ra khỏi những con đường mòn được đánh dấu, lối tắt và cắm trại thô sơ bị cấm  và bị phạt. Con đường được đánh dấu rõ ràng, mặc dù các dấu hiệu Ba Lan cho thấy khoảng cách tính bằng giờ, những dấu hiệu Séc - tính bằng km.